# Beverly Ramos
Beverly Ramos es una atleta puertorriqueña de la especialidad de fondismo quien fue campeona de Centroamérica y del Caribe en Mayagüez 2010.

## Trayectoria
La trayectoria deportiva de Beverly Ramos se identifica por su participación en los siguientes eventos nacionales e internacionales:

### Juegos Centroamericanos y del Caribe
Fue reconocido su triunfo de ser la cuarta deportista con el mayor número de medallas de la selección de  Puerto Rico 
en los juegos de Mayagüez 2010.

#### Juegos Centroamericanos y del Caribe de Mayagüez 2010
Su desempeño en la vigésima primera edición de los juegos, se identificó por ser la septuagésima segunda deportista con el mayor número de medallas entre todos los participantes del evento, con un total de 3 medallas:

- , Medalla de oro: 3000 m
- , Medalla de oro: 5000 m
- , Medalla de bronce: 1500 m